# REDnote
REDnote (conocido en chino como 小红书 (Xiaohongshu), literalmente «Pequeño Libro Rojo», y comúnmente abreviado como XHS y alternativamente como RED LittleRedBook) es una red social china. Comparada muchas veces con Instagram, Pinterest y TikTok, permite a los usuarios compartir texto, fotos y videos de manera gratuita, además de incorporar también funciones para transmitir en vivo.
Según algunas estadísticas, se estima que alrededor del 70% de los usuarios de la plataforma nacieron después de 1990, y casi el 70% de ellos son mujeres. Con más de 300 millones de usuarios registrados, la aplicación permite a los usuarios e influencers publicar, descubrir y compartir reseñas de productos, frecuentemente relacionadas con la belleza y la salud.
Los usuarios pueden escribir blogs en Xiaohongshu y cubrir diversos temas como belleza, moda, comida, viajes, entretenimiento, fitness, crianza y demás. La plataforma también incluye una tienda digital dentro de la aplicación, para que los usuarios puedan navegar, buscar y comprar productos.
REDnote comenzó a popularizarse en Estados Unidos en enero de 2025 a partir de la posibilidad de que la aplicación TikTok fuese prohibida en el país, por lo que los usuarios comenzaron a buscar alternativas.